# Шпара, Игорь Петрович
И́горь Петро́вич Шпа́ра (30 мая 1936, Харьков — 26 сентября 2016, Киев) — советский и украинский архитектор, народный архитектор Украины (1998), профессор, президент Национального Союза архитекторов Украины.

## Биография
В 1960 году окончил Киевский художественный институт (мастерская президента Академии архитектуры УССР В. И. Заболотного).
С 1960 по 1990 год работал архитектором проектного института «Киевпроект».
С 1993 года — руководитель ООО «Архитектурная мастерская И. Шпары».
В 1972 году начал преподавать в Киевском государственном художественном институте (затем — Национальная академия изобразительного искусства и архитектуры). С 1993 года — профессор, с 1998 года — руководитель учебно-творческой мастерской архитектурного проектирования.
С 1990 года — президент Национального союза архитекторов Украины.
В марте 2002 года возглавил комиссию по присуждению Государственных премий Украины.

## Публикации
- Техническая эстетика и основы художественного конструирования: [Учеб. пособие для втузов] / П. Е. Шпара, И. П. Шпара 247 с., [8] л. ил. ил. 23 см 3-е изд., перераб. и доп. Киев Выща шк. 1989

## Проекты
- Проект жилого комплекса на улице Омельяновича-Павленко в г. Киеве;
- Реконструкция кварталов Подола в районе улиц Еленовской и Введенской в г. Киеве;
- Проект жилого района на Харьковском шоссе в г. Киеве (в составе авторского коллектива 1981—1984 гг.);
- реконструкция Лыбедской площади в г. Киеве;
- реконструкция улицы Крещатик между улицей Богдана Хмельницкого и бульваром Тараса Шевченко в г. Киеве (Конкурсный проект в составе авторского коллектива, первый тур, первая премия 1982 г.);
- Проект «Укрэксимбанка» на улице Антоновича в г. Киеве;
- Проект общежития на 500 мест и спортивного корпуса для Высшей партийной школы при ЦК Компартии Украины на улице Юрия Ильенко, 36/1 в г. Киеве (1986—1987 гг.);
- Проект застройки квартала № 9 на улице Антоновича в г. Киеве (1986 г.);
- Проект застройки квартала № 22 на улице Антоновича в г. Киеве (1986 г.);
- Проект привязки 16-ти этажного дома на улице Феодоры Пушиной, 2 в г. Киеве (1986 г.);
- Проект жилых домов на улице Академика Туполева в г. Киеве (1987 г.);
- Проект республиканской библиотеки для юношества имени Ванды Василевской на улице Антоновича, 127 в г. Киеве (1987—1988 гг.);
- Проект индивидуального жилого дома улучшенной планировки на улице Антоновича, 125 в г. Киеве (1989 г.);
- Проект общежития на 600 мест для Высшей партийной школы при ЦК Компартии Украины на улице Герцена, 17/27 в г. Киеве (1989 г.);
- Проект овощного универмага на улице Декабристов в г. Киеве (1990 г.);
- Проект производственного корпуса института «Укржилремпроект» по Ямской улице в г. Киеве (1992 г.);
- Проект делового центра и отеля на 237 номеров в переулке Бориса Шахлина, 79 в г. Киеве (1992 г.);
- Проект 14-этажного жилого дома в квартале, образованном улицей Антоновича, 83 и улицей Казимира Малевича, 11 в г. Киеве (1993 г.);
- Проект отеля и бизнес-центра СП «Торонто—Киев» на улице Антоновича, 79 в г. Киеве (1993—1999 гг.);
- Проект жилого дома на улице Антоновича (1995 г.);
- Проект жилого дома со встроено-пристроенным бассейном для школы № 130 и объектами социально-культурного назначения на улице Антоновича, 131 в г. Киеве (1995—2005 гг.);
- Проект отеля на 315 мест на улице Антоновича, 72 в г. Киеве (1995 г.);
- Проект дома молитвы евангельских христиан-баптистов на улице Архитектора Вербицкого, 30а в г. Киеве (1995—1998 гг.);
- Проект церкви христиан адвентистов седьмого дня на улице Казимира Малевича, 32-36 в г. Киеве (1995 г.);
- Проект реконструкции и переоборудования незавершённого строительства здания под банковское сооружение на улице Антоновича, 127 в г. Киеве (1997 г.);
- Проект храма и хозяйственных помещений УПЦ Рождества пресвятой Богородицы на проспекте Академика Глушкова, 11 в г. Киеве (1999 г.);
- Проект строительства жилых домов со встроено-пристроенными помещениями социального назначения на улице Антоновича, 79 в г. Киеве (2001 г.).

## Членства
- Действительный член Украинских Академий искусств и архитектуры.
- Иностранный член РААСН[2].